# 김치관
김치관(金致寬)은 남해3·1 독립운동 (南海三一獨立運動) 1919년 4월 2일- 1919년 4월 6일 당시 많은 군중들의 시위 위세에 놀라 이를 경찰 주재소에 밀고한 인물이다.

## 연혁 및 변천
- 남해군 제2대 고현면장 김치관(金致勸)
- 취임일 : 1916.07.20
- 이임일 : 1922.09.23

## 생애
출생 시기 등 신상 정보는 알려진 바 없다. 일제강점기때의 김치관(金致勸)은 남해군 제 2대 고현면장이다.
남해3·1 독립운동 (南海三一獨立運動) 1919년 4월 2일- 1919년 4월 6일 당시. 설천면 남양리에서 출발한 독립만세 시위 행렬이 문항리, 진목리, 비란리을 지나 고현면 도마리. 시위행렬이 고현면(古縣面) 이어리(당시 고현면 사무소 소재지는 이어리)에 이르자 그곳 고현 면장 김치관(金致寬)은 많은 군중들의 시위 위세에 놀라 이를 경찰 주재소에 밀고하였고,
파도와 같은 시위 군중의 힘을 이기지 못한 경찰은 결국 발포를 해 이를 진압하기 이른다.이때 일본의 주구(走狗) 김치관(金致寬)은 경찰의 경비전화를 빌려 사천경찰서에 이곳 사태의 위급함을 알리면서 경찰과 일군을 응원(應援)해달라고하였다.
응원(應援) 요청에 따라 사천 경찰서 경관과 일본헌병 수10명이 급파되었고 시위 인물을 서둘러 검거에 나섰다.
일본 경찰은 군중이 흩어지는 틈을 타 주동 인물,시위 참여자들을 잡아들였는데 주구(走狗) 김치관(金致寬)밀고로 인하여 23명이 검거되어 혹독한 고문을 받았다.

## 같이 보기
- 남해군
- 남해 3·1독립운동 (南海三一獨立運動)
- 남해 3·1독립운동 기념비 (南海三一獨立運動紀念碑)
- 남해 3·1독립운동 발상 기념탑 (南海三一獨立運動發祥紀念塔)